# Stiftung Abendrot
Stiftung Abendrot ist eine 1984 gegründete unabhängige Schweizer Pensionskasse.

## Unternehmen
Die Stiftung Abendrot wurde im Jahr 1984 gegründet, um die berufliche Vorsorge (2. Säule) als unabhängige privat-rechtliche Gemeinschaftsstiftung durchzuführen. Bis heute haben sich ihr über 1200 Unternehmungen mit über 14'000 versicherten Personen angeschlossen, vom kleinen Produktionsbetrieb bis zum grossen Dienstleistungsunternehmen.
Nachhaltigkeit ist zentral für die Stiftung Abendrot. Seit der Gründung ist dies die Basis für ihre Werte und Grundsätze. Sie verfolgt Zielsetzungen, die für sie von zentraler Bedeutung sind und ihren eigentlichen Charakter darstellen. Nachhaltigkeit lebt sie in den Anlagen, indem sie eine Anlagepolitik auf der Basis von "Gesundheit, Umwelt und Gerechtigkeit" verfolgt und damit bei jeder Anlage nicht nur Bonität und Rentabilität, sondern auch gesellschaftliche und ökologische Kriterien in den Vordergrund stellt. 
Sie war zur Gründungszeit die erste Pensionskasse, die eine Witwer- und eine Konkubinatsrente einführte und ist aktuell die einzige Pensionskasse in der Schweiz, die all ihre Anlagen im Rahmen des sogenannten "Impact Management Projects" klassifiziert und in den beiden Wirkungsdimensionen "Wirkung des Investors" und "Wirkung der Anlage" dokumentiert.
Im Jahre 2022 waren 1'232 Betriebe der Stiftung Abendrot angeschlossen. Es waren 14'120 Personen versichert, wovon 8'793 Frauen und 5'327 Männer. Die Anzahl der Rentenbeziehenden betrug 2'613. Der Deckungsgrad lag per 31. Dezember 2022 bei 111,9 % und das Vorsorgevermögen betrug 2'554 Mio. Schweizer Franken.

## Anlagestrategie 2022
| Nominalwerte                        | Bandbreite in % | Ziel in % |
| ----------------------------------- | --------------- | --------- |
| Liquidität und kurzfristige Anlagen | 0 bis 8         | 2         |
| Obligationen Schweiz                | 0 bis 10        | 2         |
| Obligationen Global                 | 5 bis 14        | 7         |
| Hypotheken und Darlehen             | 0 bis 4         | 2         |
| Summe:                              |                 | 13        |

| Sachwerte                                                      | Bandbreite in % | Ziel in % |
| -------------------------------------------------------------- | --------------- | --------- |
| Liegenschaften                                                 | 25 bis 35       | 30        |
| Aktien Schweiz                                                 | 15 bis 25       | 19        |
| Aktien Global                                                  | 7 bis 17        | 13        |
| Alternative Anlagen                                            | 8 bis 26        | 17        |
| Infrastrukturanlagen                                           | 3 bis 5.5       | 4         |
| Anlagen in nichtkotierte schweiz. Schuldner und Gesellschaften | 3 bis 5         | 4         |
| Summe:                                                         |                 | 87        |

Im Bereich Wertschriften investiert die Stiftung Abendrot ausschliesslich in Firmen, welche nach einer unabhängigen Umwelt- und Sozialanalyse zu den Besten ihrer Branche gehören, und kritische Branchen, wie Agrochemie-, Gentechnologie-, Kernenergiefirmen, Rüstungsindustrie, Tabakindustrie usw. ausschliesst. Die Stiftung Abendrot investiert in bestehende oder projektierte Wohn- und Geschäftsliegenschaften in der Schweiz und im Ausland. Der Schwerpunkt liegt auf ausgewählten wirtschaftlichen und kulturellen Zentren und Agglomerationen. Besonders engagiert sich die Stiftung in Spezialimmobilien im urbanen Spannungsfeld und in der Entwicklung und Umnutzung von Industriebrachen, Gewerbebauten oder gemischt genutzten Objekten, die gesellschaftliche Quartierstrukturen und einen schonenden Umgang mit Ressourcen fördern. Die Immobilien werden schadstoffarm und umweltbewusst gebaut bzw. bewirtschaftet und durch die Tochtergesellschaft Abendrot Immobilien AG direkt verwaltet.
Die Kasse tätigte auch Investitionen im Ausland. Aus Berlin gelangte eine 18'000 Quadratmeter grosse Brache namens «Holzmarkt» in das Portfolio der Kasse. Auf ihr sind ein Künstlerdorf, ein Gründerzentrum und ein Hotel am Entstehen. Zudem besitzt die Stiftung Abendrot mehrere Mietshäuser in Berlin. Insgesamt verwaltet die Stiftung ein Vermögen von rund 2,5 Mrd. Franken.